# Józef Bem
Józef Zachariasz Bem (14. březen 1794, Tarnów – 10. prosince 1850, Aleppo) byl polský generál a národní hrdina. Zúčastnil se Listopadového povstání v roce 1830 a Maďarské revoluce a boje za nezávislost v letech 1848–1849.

## Biografie
V mládí navštěvoval vojenskou školu. Zúčastnil se tažení do Ruska v roce 1812. Po zahájení povstání v roce 1830 se stal velitelem 4. lehké jízdní baterie zúčastnil se s ní bitvy u Ostrolenky. Za svou odvahu byl Bem povýšen do hodnosti brigádního generála. Po porážce povstání odešel do Francie. V roce 1848 se přidal na stranu Maďarů v jejich boji proti Rakouské armádě. Po potlačení Maďarské revoluce v roce 1849 odjel do Turecka. Tam se stal guvernérem v Aleppu, kde také roku 1850 zemřel.